# Acroceuthes metaxanthana
Espèce
Acroceuthes metaxanthana  est un insecte  de l'ordre des lépidoptères de la famille des Tortricidae.

## Répartition
On le trouve notamment en Australie.

## Galerie

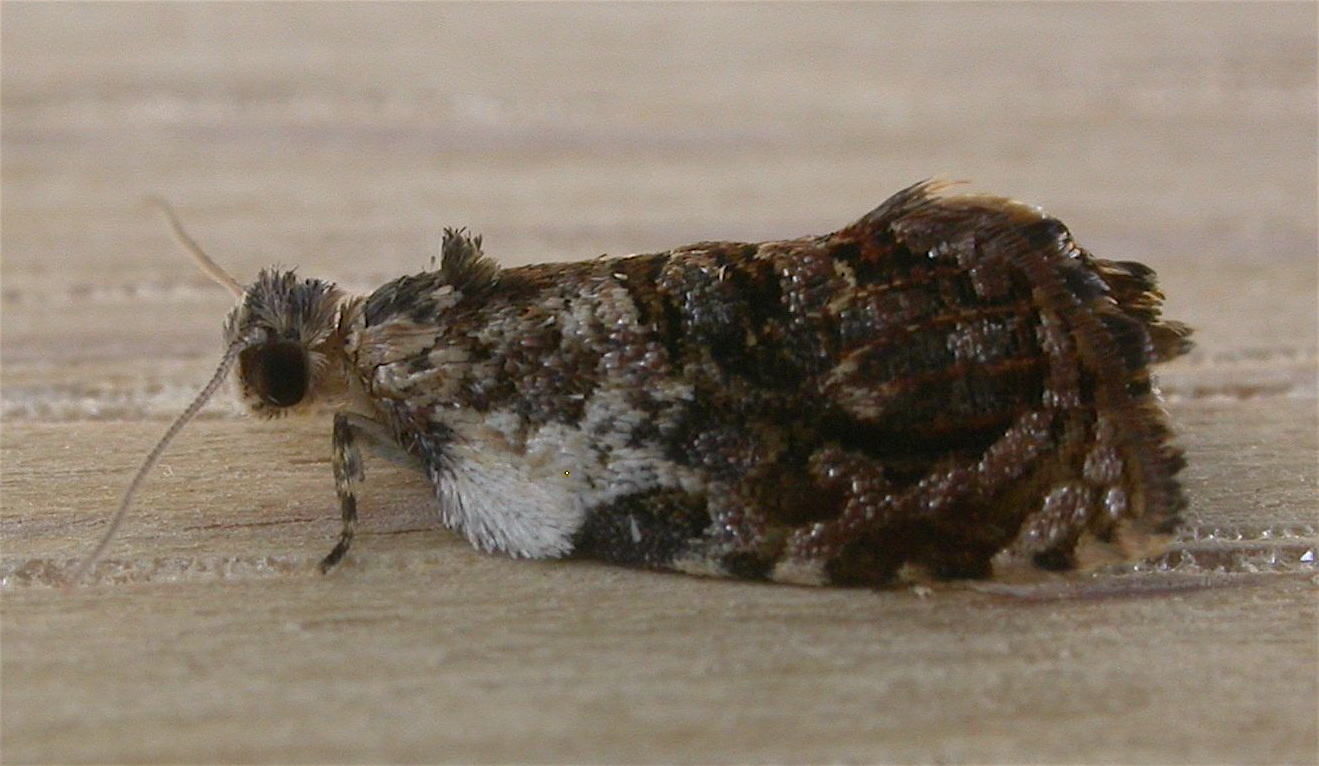
mâle
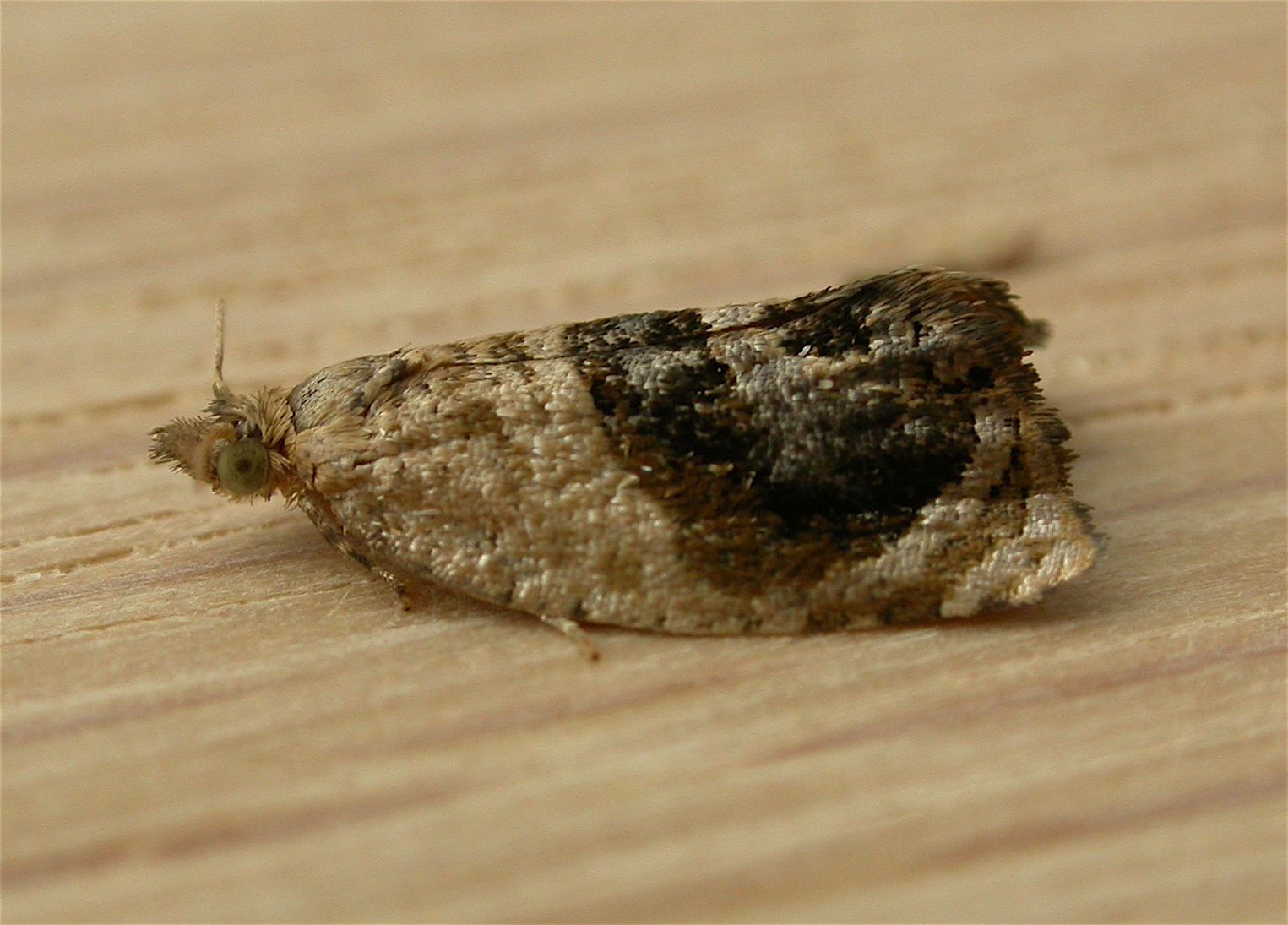
femelle